# 矢嶋正明
矢嶋 正明（やじま まさあき、1975年（昭和50年）9月15日 - ）は、日本のマーケティングディレクター・マーケター。元 株式会社ビームス 執行役員 DX推進室長。株式会社パインバレー 代表取締役。

## 経歴
1998年の大学生時代からビームス柏のアルバイト販売員としてキャリアスタート。2000年に正社員として、銀座店に配属。ビジネススーツ販売を3年間務める。その後カスタマーサポート関連の部署に異動。
ビームスのEC事業やOMO、DX施策に携わりつつ、マーケティングカンファレンス「ダイレクトアジェンダ」「リテールアジェンダ」のカウンシルメンバーを務める。
2005年
- EC部門が新設され、EC事業の責任者に就任[10][11][注釈 1]。

2009年
- 自社ECサイトを開設[2]

2013年
- 実店舗と自社ECの会員サービス共通化を実現[12]。

2016年
- 自社ECサイトを完全直営化[13]。
- 自社ECサイトとBEAMS公式サイトを統合させ、顧客サービス共通化を完成させる[14]。

2018年
- 台湾で現地直営型ECサイトを立ち上げ[4]。

2019年
- 事業企画本部 コミュニティデザイン部 部長 就任[15]。

2020年
- 執行役員 就任[7]。

2021年
- DX推進室 室長 就任[7]。

2024年
- 3月　株式会社ビームス 退社[16]。
- 4月　株式会社パインバレー 代表取締役 / CEO 就任[5][17][18]。

## 社外活動
- 一般社団法人日本オムニチャネル協会　フェロー[19]。

- 一般社団法人コミュニティマーケティング推進協会　フェロー[20]。
- マーケティングカンファレンス「ダイレクトアジェンダ」　カウンシルメンバー[8]
- マーケティングカンファレンス「リテールアジェンダ」　カウンシルメンバー[9]
- National Search Fund株式会社 専属サーチャー[21]

## 人物
- アルバイト時代から2024年3月まで一貫して株式会社ビームスに関わっていた[2]。
- 入社当時から「これからの時代は全てデータ化される」、「デジタルの時代が来る」と考え、社内で訴えて後方支援部署に移った[4]。
- EC出店は一人で行った[4]。
- 「常に新しいモノ・コトに興味を持って、インプットとアウトプットを続けること」が大事と語る[22]。
- ハーレー・ダビッドソンの愛好家[18]。